# Queima da Escópia
A Queima da Escópia ou incêndio de Skopje começou em 26 de outubro de 1689 e durou dois dias, queimando grande parte da cidade; Apenas algumas estruturas construídas em pedra, como a fortaleza e algumas igrejas e mesquitas, ficaram relativamente intactas. O incêndio teve um efeito desastroso na cidade: sua população diminuiu de cerca de 60 000 para cerca de 10 000 e perdeu sua importância regional como centro comercial.  Muitos deles se estabeleceram na capital imperial de Istambul, criando o Üsküp mahallesi (turco para "bairro de Skopje").
Em 1689, o general austríaco Enea Silvio Piccolomini liderou um exército para capturar Kosovo, Bósnia e Macedônia do Império Otomano.

Ao mesmo tempo, o desenvolvimento bem-sucedido de Skopje foi subitamente interrompido em 1689 pela entrada do exército austríaco na Macedônia. Durante a guerra austro-turca (1683-1699), as tropas austríacas sob o comando do general Piccolomini penetraram em um avanço imparável no interior da Turquia europeia e, depois de tomar a fortaleza de Kaçanik, desceram para a planície de Skopje. Em 25 de outubro de 1689, eles tomaram Skopje sem muita luta, pois o exército turco e alguns dos habitantes haviam deixado a cidade. As forças otomanas deveriam voltar com uma contra-ofensiva em três dias. Por ordem do general Piccolomini, Skopje foi incendiada e a conflagração durou dois dias (26 e 27 de outubro); muitas casas e lojas foram destruídas.  Ao longo do caminho em sua retirada de Skopje, o general Piccolomini contraiu e morreu de cólera. Alguns relatos desses eventos afirmam que Piccolomini arrasou Skopje devido à incapacidade de suas forças de ocupar e governar uma cidade tão longe de seu quartel-general.